# Commission d'armistice militaire du Commandement des Nations unies
La Commission d'armistice militaire du Commandement des Nations unies (UNCMAC) a été créé en juillet 1953, à la fin de la guerre de Corée pour superviser l'armistice de Panmunjeom, et n'a cessé de fonctionner depuis.

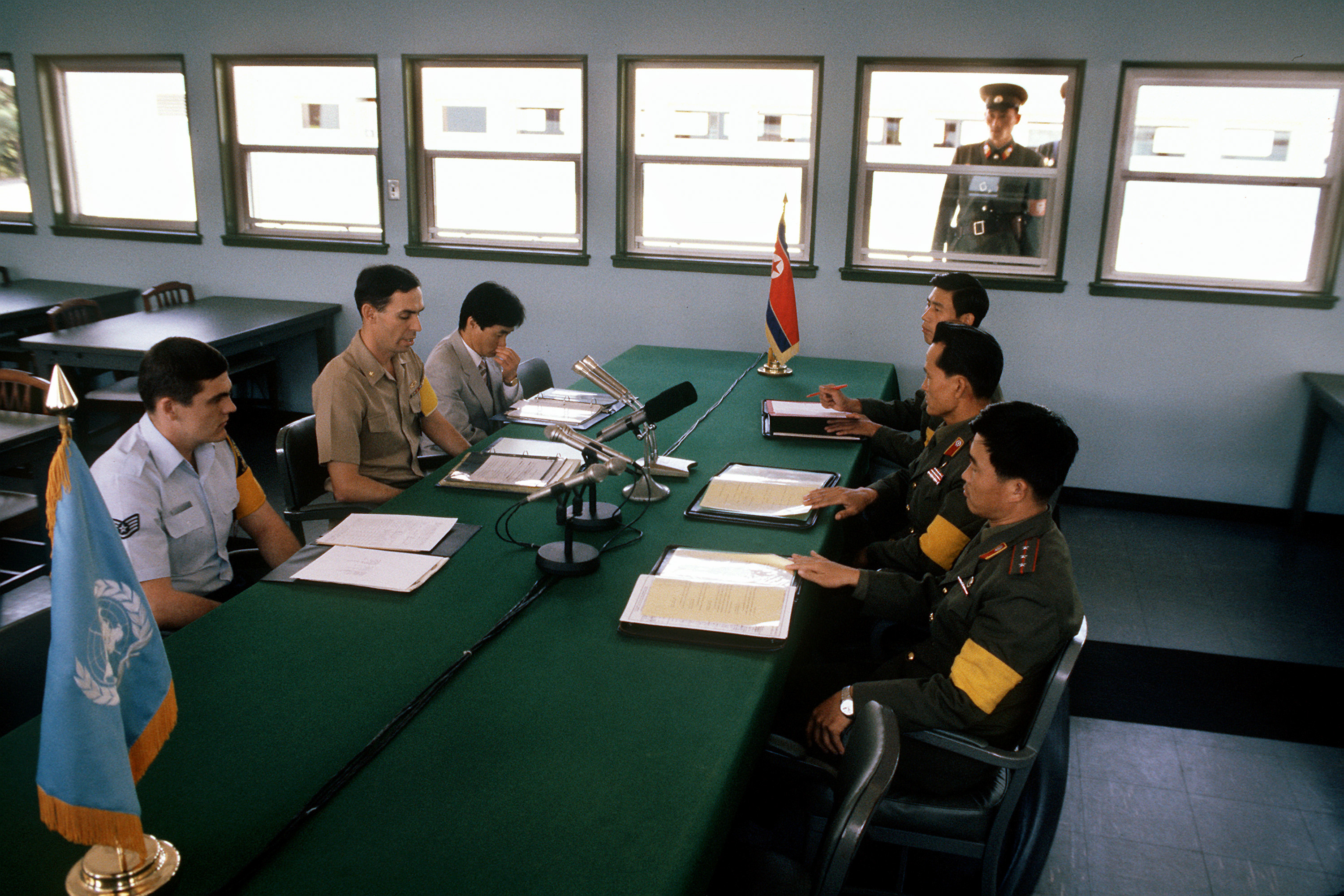
Une réunion des officiers de service conjoint dans le bâtiment de l'Armistice en 1989

## Historique
Le Commandement des Nations unies en Corée (UNC), établi par résolution 84 du Conseil de sécurité des Nations unies, représente la première tentative mondiale de sécurité collective dans le cadre du système des Nations unies. La campagne de l'UNC visant à repousser l'attaque armée de la république populaire démocratique de Corée (Corée du Nord) contre la république de Corée (Corée du Sud) n'a pas abouti à une paix conclue, mais à un accord d'armistice provisoire destiné à établir les conditions nécessaires pour parvenir à une paix durable par des moyens diplomatiques.
Les parties au conflit ont créé la Commission d'armistice militaire (UNCMAC) pour gérer la mise en œuvre des termes de l'armistice, enquêter sur ses violations présumées, servir d'intermédiaire entre les commandements des parties opposées et régler par la négociation toute violation de l'accord d'armistice. L'UNCMAC est une organisation mixte composée de dix officiers supérieurs : cinq nommés par le commandant du Commandement des Nations unies en Corée et cinq nommés par les commandants de l'Armée populaire de Corée (APC) et de l'Armée des volontaires du peuple chinois.
L'armistice a également établi des secrétariats des deux côtés pour aider la commission. Les secrétariats continuent de fonctionner aujourd'hui et maintiennent une ligne de communication 24 heures sur 24, 7 jours sur 7 et 365 jours par an pour soutenir le maintien des termes de l'Armistice.
La première réunion de la commission eut lieu le 28 juillet 1953, avec des représentants de l'UNC, de l'Armée populaire coréenne et de l'Armée des volontaires du peuple chinois. En 1991, le commandant de l'UNC a décidé qu'il était opportun de désigner un officier militaire de la république de Corée comme membre principal de l'UNC au sein de l'UNCMAC et comme délégué principal du commandant pour le maintien et l'application de l'accord d'armistice coréen. Cette décision visait en partie à faciliter l'engagement inter-coréen à un moment où les deux gouvernements cherchaient à se rapprocher. À cette époque, l'UNCMAC s'était réuni plus de 450 fois, mais l'Armée nord-coréenne refusa de tenir d'autres réunions avec un officier sud coréen comme membre principal. En 1994, l'Armée des volontaires du peuple chinois a officiellement retiré ses délégués de l'UNCMAC, bien que l'APC maintienne une délégation au sein de la Joint Security Area à Panmunjeom. Pendant tout ce temps, l'UNC a maintenu sa position selon laquelle son délégué principal à la Commission devait être un officier de la république de Corée.
Le commandant de l'UNC continue de nommer cinq personnes à la commission. La composition actuelle est la suivante : un général de division sud coréen en tant que membre principal, un général de division américain, un brigadier britannique, un général de brigade de la Corée du Sud et un officier supérieur en rotation (sur une base de six mois) d'autres pays (Australie, Belgique, Canada, Colombie, France, Nouvelle-Zélande, Philippines, Thaïlande, Turquie) qui maintiennent une liaison avec l'UNC. L'officier supérieur continue de jouer un rôle important dans le maintien et l'application de l'armistice, notamment en émettant des directives pour des enquêtes spéciales en réponse à des violations présumées de l'armistice.